# 梳棘龍屬
梳棘龍屬（學名：Ctenosauriscus）是種已滅絕主龍類，屬於副鱷形類，生存於三疊紀早期的歐洲，背部有背帆。梳棘龍原名為Ctenosaurus，但已有其他動物使用，故改名為Ctenosauriscus。屬名意為「梳子蜥蜴」。